# Johnny Magnusson
Per Johnny Magnusson, född 6 december 1952 i Mellby församling i Skaraborgs län, är en svensk moderat politiker. Han var 2014–2022 regionstyrelsens ordförande i Västra Götalandsregionen.

## Biografi
Johnny Magnusson var kommunalråd i Göteborgs kommun 1991–2000 – varav 1991–1994 som kommunstyrelsens ordförande – och partisekreterare för Moderaterna 1999–2002, under Bo Lundgrens partiledartid. Han var från 2006 regionråd i Västra Götalandsregionen, och blev efter valet 2014 ordförande i regionstyrelsen, efter att ha bildat en koalition mellan Moderaterna, Folkpartiet, Centerpartiet, Kristdemokraterna och Miljöpartiet de Gröna. Därmed bröts Socialdemokraternas maktinnehav efter 14 år. Magnusson ställde inte upp för omval i regionvalet 2022.

### Familj
Johnny Magnusson är far till Hampus Magnusson och har tidigare varit gift med Cecilia Magnusson, som båda också är moderata politiker.